# La femme du boulanger
La femme du boulanger é um filme de comédia francês de 1938 dirigido por Marcel Pagnol. Foi baseado no romance Jean le Bleu do autor francês Jean Giono e se tornou a base do musical americano The Baker's Wife.

## Prêmios
- National Board of Review (1940), ‘‘Melhor filme estrangeiro’’
- New York Film Critics Circle Awards (1940), ‘‘Melhor filme estrangeiro’’